# Fußballclub Bayer 05 Uerdingen 1984-1985
Questa voce raccoglie le informazioni riguardanti il Fußballclub Bayer 05 Uerdingen nelle competizioni ufficiali della stagione 1984-1985.

## Stagione
Nella stagione 1984-1985 il Bayer Uerdingen, allenato da Karlheinz Feldkamp, concluse il campionato di Bundesliga al 7º posto. In Coppa di Germania il Bayer Uerdingen perse la finale con dal Bayern Monaco.

## Rosa
| N. |                     | Ruolo | Calciatore         |
| -- | ------------------- | ----- | ------------------ |
|    | Germania (bandiera) | P     | Dieter Ingendae    |
|    | Germania (bandiera) | P     | Werner Vollack     |
|    | Germania (bandiera) | D     | Norbert Brinkmann  |
|    | Germania (bandiera) | D     | Werner Buttgereit  |
|    | Germania (bandiera) | D     | Wolfgang Funkel    |
|    | Germania (bandiera) | D     | Matthias Herget    |
|    | Germania (bandiera) | D     | Dietmar Klinger    |
|    | Germania (bandiera) | D     | Ludger van de Loo  |
|    | Germania (bandiera) | D     | Karl-Heinz Wöhrlin |
|    | Germania (bandiera) | C     | Friedhelm Funkel   |

| N. |                     | Ruolo | Calciatore        |
| -- | ------------------- | ----- | ----------------- |
|    | Germania (bandiera) | C     | Toni Puszamszies  |
|    | Germania (bandiera) | C     | Franz Raschid     |
|    | Germania (bandiera) | C     | Branko Rodosek    |
|    | Galles (bandiera)   | C     | Wayne Thomas      |
|    | Germania (bandiera) | A     | Horst Feilzer     |
|    | Islanda (bandiera)  | A     | Lárus Guðmundsson |
|    | Germania (bandiera) | A     | Helmut Gulich     |
|    | Germania (bandiera) | A     | Peter Loontiens   |
|    | Germania (bandiera) | A     | Wolfgang Schäfer  |
|    | Germania (bandiera) | A     | Axel Schmidt      |

## Organigramma societario
Area tecnica
- Allenatore: Karlheinz Feldkamp
- Allenatore in seconda: Bernd Lehmann
- Preparatore dei portieri:
- Preparatori atletici:

## Calciomercato

### Sessione estiva
| Acquisti | Acquisti           | Acquisti                  | Acquisti |
| R.       | Nome               | da                        | Modalità |
| -------- | ------------------ | ------------------------- | -------- |
| D        | Wolfgang Funkel    | RW Oberhausen             |          |
| A        | Lárus Guðmundsson  | K Waterschei SV Thor Genk |          |
| C        | Toni Puszamszies   | RW Oberhausen             |          |
| A        | Wolfgang Schäfer   | Union Solingen            |          |
| D        | Karl-Heinz Wöhrlin | Friburgo                  |          |

| Cessioni | Cessioni            | Cessioni               | Cessioni |
| R.       | Nome                | a                      | Modalità |
| -------- | ------------------- | ---------------------- | -------- |
| D        | Andreas Hentrich    | Homburg                |          |
| C        | Sascha Jusufi       | Saarbrücken            |          |
| A        | Christian Sackewitz | Eintracht Braunschweig |          |
| D        | Peter Schwarz       | VfR Bürstadt           |          |
| C        | Uwe Vengels         | Bocholt                |          |

### Sessione invernale
| Acquisti | Acquisti | Acquisti | Acquisti |
| R.       | Nome     | da       | Modalità |
| -------- | -------- | -------- | -------- |

| Cessioni | Cessioni | Cessioni | Cessioni |
| R.       | Nome     | a        | Modalità |
| -------- | -------- | -------- | -------- |

## Risultati

### Bundesliga

#### Girone di andata
| Arbitro: | Theobald |

|            |           |  |
| Kutzop 86’ | Marcatori |  |

| Arbitro: | Niebergall |

|                       |           |                |
| Herget 35’ Gulich 84’ | Marcatori | 7’ (rig.) Zorc |

| Arbitro: | Roth |

|            |           |                                      |
| Herget 10’ | Marcatori | 44’ Wohlfarth 76’ Lerby 88’ Matthäus |

| Arbitro: | Neuner |

|            |           |                                                            |
| Engels 34’ | Marcatori | 12’ (aut.) Hartmann 27’, 86’ Herget 73’ Funkel 74’ Raschid |

| Arbitro: | Dellwing |

|                                       |           |                        |
| Klinger 15’ Schäfer 71’ Brinkmann 82’ | Marcatori | 34’ Kempe 64’ Allgöwer |

| Arbitro: | Werner |

|                      |           |                |
| Schön 60’ Bührer 78’ | Marcatori | 5’ Guðmundsson |

| Arbitro: | Tritschler |

|                                       |           |                         |
| Funkel 16’, 33’, 62’ Feilzer 39’, 82’ | Marcatori | 14’ Weikl 26’ Holmqvist |

| Arbitro: | Osmers |

|                            |           |                        |
| Berthold 26’, 37’ Mohr 43’ | Marcatori | 48’ Schäfer 53’ Funkel |

| Arbitro: | Walz |

|                 |           |             |
| Guðmundsson 30’ | Marcatori | 75’ Dierßen |

| Arbitro: | Matheis |

|           |           |             |
| Rolff 76’ | Marcatori | 90’ Klinger |

| Arbitro: | Umbach |

|                                   |           |                     |
| Funkel 7’ Raschid 72’ Wöhrlin 78’ | Marcatori | 38’ Mill 88’ Hannes |

| Arbitro: | Wiesel |

|            |           |  |
| Schulz 64’ | Marcatori |  |

| Arbitro: | Schütte |

|                  |           |          |
| Feilzer 28’, 30’ | Marcatori | 52’ Waas |

| Arbitro: | Barnick |

|  |           |                                              |
|  | Marcatori | 30’ Schäfer 49’ Klinger 54’, 59’ Guðmundsson |

| Arbitro: | Jupe |

|                            |           |  |
| Funkel 15’, 68’ de Loo 24’ | Marcatori |  |

| Braunschweig 1º dicembre 1984, ore 15:30 CET 16ª giornata | Eintracht Braunschweig | 0 – 0 referto | Bayer Uerdingen | Stadion an der Hamburger Straße (10 128 spett.)\| Arbitro: \| Gabor \| |
| Arbitro:                                                  | Gabor                  |               |                 |                                                                        |

| Arbitro: | Heitmann |

|            |           |  |
| Funkel 66’ | Marcatori |  |

#### Girone di ritorno
| Arbitro: | Hontheim |

|                       |           |            |
| Schäfer 13’, 67’, 76’ | Marcatori | 70’ Pezzey |

| Arbitro: | Kautschor |

|                                            |           |  |
| Anderbrügge 17’ Egli 57’, 73’ Răducanu 69’ | Marcatori |  |

| Arbitro: | Horeis |

|                        |           |            |
| Willmer 34’ Hoeneß 72’ | Marcatori | 9’ Schäfer |

| Arbitro: | Osmers |

|                  |           |            |
| Schäfer 32’, 57’ | Marcatori | 39’ Engels |

| Arbitro: | Umbach |

|                                                                        |           |                              |
| Klinsmann 46’ Reichert 48’ Wöhrlin 62’ (aut.) Allgöwer 76’ Förster 79’ | Marcatori | 27’ de Loo 90’ (rig.) Funkel |

| Arbitro: | Matheis |

|                       |           |                       |
| Schäfer 3’ Herget 66’ | Marcatori | 61’ Sebert 71’ Bührer |

| Arbitro: | Assenmacher |

|                                 |           |                                         |
| Holmqvist 52’ Bommer 72’ (rig.) | Marcatori | 43’ (aut.) Eðvaldsson 55’ (rig.) Funkel |

| Arbitro: | Barnick |

|            |           |            |
| Funkel 55’ | Marcatori | 65’ Müller |

| Arbitro: | Brehm |

|               |           |  |
| Thon 65’, 90’ | Marcatori |  |

| Arbitro: | Neuner |

|                              |           |           |
| Funkel 41’ (rig.) de Loo 79’ | Marcatori | 32’ Rolff |

| Mönchengladbach 20 aprile 1985, ore 15:30 CEST 28ª giornata | Borussia M'gladbach | 0 – 0 referto | Bayer Uerdingen | Bökelbergstadion (17 400 spett.)\| Arbitro: \| Uhlig \| |
| Arbitro:                                                    | Uhlig               |               |                 |                                                         |

| Arbitro: | Brückner |

|                                                 |           |             |
| Funkel 18’ (rig.) Funkel 53’ (rig.) Raschid 80’ | Marcatori | 41’ Fischer |

| Leverkusen 11 maggio 1985, ore 15:30 CEST 30ª giornata | Bayer Leverkusen | 0 – 0 referto | Bayer Uerdingen | Ulrich-Haberland-Stadion (7 000 spett.)\| Arbitro: \| Tritschler \| |
| Arbitro:                                               | Tritschler       |               |                 |                                                                     |

| Arbitro: | Bruch |

|                                  |           |  |
| Guðmundsson 30’ Schäfer 62’, 69’ | Marcatori |  |

| Arbitro: | Heitmann |

|                                                            |           |              |
| Brehme 21’, 24’ (rig.) Allofs 41’ Hoos 64’, 84’ Hübner 74’ | Marcatori | 2’ Loontiens |

| Arbitro: | Correll |

|                 |           |                    |
| Guðmundsson 43’ | Marcatori | 31’ Worm 37’ Bruns |

| Arbitro: | Jupe |

|         |           |  |
| Foda 7’ | Marcatori |  |

### Coppa di Germania
| Arbitro: | Krohn |

|             |           |                                                              |
| Bartels 53’ | Marcatori | 18’ Funkel 40’ Funkel 72’ Feilzer 76’ de Loo 77’, 86’ Gulich |

| Arbitro: | Ermer |

|                         |           |                |
| Schäfer 53’ Feilzer 68’ | Marcatori | 78’ Bockenfeld |

| Arbitro: | Scheuerer |

|  |           |                        |
|  | Marcatori | 87’ Herget 90’ Schäfer |

| Arbitro: | Föckler |

|                            |           |              |
| Herget 47’ Guðmundsson 53’ | Marcatori | 43’ Reinders |

| Arbitro: | Schmidhuber |

|  |           |               |
|  | Marcatori | 74’ Brinkmann |

| Arbitro: | Föckler |

|                        |           |           |
| Feilzer 9’ Schäfer 66’ | Marcatori | 8’ Hoeneß |

## Statistiche

### Statistiche di squadra
| Competizione      | Punti | In casa | In casa | In casa | In casa | In casa | In casa | In trasferta | In trasferta | In trasferta | In trasferta | In trasferta | In trasferta | Totale | Totale | Totale | Totale | Totale | Totale | DR  |
| Competizione      | Punti | G       | V       | N       | P       | Gf      | Gs      | G            | V            | N            | P            | Gf           | Gs           | G      | V      | N      | P      | Gf     | Gs     | DR  |
| ----------------- | ----- | ------- | ------- | ------- | ------- | ------- | ------- | ------------ | ------------ | ------------ | ------------ | ------------ | ------------ | ------ | ------ | ------ | ------ | ------ | ------ | --- |
| Bundesliga        | 36    | 17      | 12      | 3       | 2       | 38      | 21      | 17           | 2            | 5            | 10           | 19           | 31           | 34     | 14     | 8      | 12     | 57     | 52     | +5  |
| Coppa di Germania | -     | 3       | 3       | 0       | 0       | 6       | 3       | 3            | 3            | 0            | 0            | 9            | 1            | 6      | 6      | 0      | 0      | 15     | 4      | +11 |
| Totale            | 36    | 20      | 15      | 3       | 2       | 44      | 24      | 20           | 5            | 5            | 10           | 28           | 32           | 40     | 20     | 8      | 12     | 72     | 56     | +16 |

### Andamento in campionato
| Giornata  | 1  | 2  | 3  | 4 | 5 | 6 | 7 | 8 | 9  | 10 | 11 | 12 | 13 | 14 | 15 | 16 | 17 | 18 | 19 | 20 | 21 | 22 | 23 | 24 | 25 | 26 | 27 | 28 | 29 | 30 | 31 | 32 | 33 | 34 |
| --------- | -- | -- | -- | - | - | - | - | - | -- | -- | -- | -- | -- | -- | -- | -- | -- | -- | -- | -- | -- | -- | -- | -- | -- | -- | -- | -- | -- | -- | -- | -- | -- | -- |
| Luogo     | T  | C  | C  | T | C | T | C | T | C  | T  | C  | T  | C  | T  | C  | T  | C  | C  | T  | T  | C  | T  | C  | T  | C  | T  | C  | T  | C  | T  | C  | T  | C  | T  |
| Risultato | P  | V  | P  | V | V | P | V | P | N  | N  | V  | P  | V  | V  | V  | N  | V  | V  | P  | P  | V  | P  | N  | N  | N  | P  | V  | N  | V  | N  | V  | P  | P  | P  |
| Posizione | 15 | 10 | 13 | 8 | 5 | 9 | 4 | 9 | 11 | 9  | 7  | 9  | 7  | 6  | 4  | 5  | 5  | 4  | 4  | 5  | 4  | 6  | 5  | 5  | 5  | 7  | 6  | 6  | 5  | 6  | 5  | 5  | 6  | 7  |

Legenda:

Luogo: C = Casa; T = Trasferta. Risultato: V = Vittoria; N = Pareggio; P = Sconfitta.

### Statistiche dei giocatori
| Giocatore      | Bundesliga | Bundesliga | Bundesliga  | Bundesliga | Coppa di Germania | Coppa di Germania | Coppa di Germania | Coppa di Germania | Totale   | Totale | Totale      | Totale     |
| Giocatore      | Presenze   | Reti       | Ammonizioni | Espulsioni | Presenze          | Reti              | Ammonizioni       | Espulsioni        | Presenze | Reti   | Ammonizioni | Espulsioni |
| -------------- | ---------- | ---------- | ----------- | ---------- | ----------------- | ----------------- | ----------------- | ----------------- | -------- | ------ | ----------- | ---------- |
| N. Brinkmann   | 27         | 1          | 10          | 0          | 6                 | 1                 | 0                 | 0                 | 33       | 2      | 10          | 0          |
| W. Buttgereit  | 16         | 0          | 0           | 0          | 4                 | 0                 | 0                 | 0                 | 20       | 0      | 0           | 0          |
| H. Feilzer     | 29         | 4          | 2           | 0          | 5                 | 3                 | 1                 | 0                 | 34       | 7      | 3           | 0          |
| F. Funkel      | 31         | 11         | 4           | 0          | 4                 | 1                 | 0                 | 0                 | 35       | 12     | 4           | 0          |
| W. Funkel      | 33         | 4          | 1           | 0          | 6                 | 1                 | 0                 | 0                 | 39       | 5      | 1           | 0          |
| H. Gulich      | 5          | 1          | 0           | 0          | 1                 | 2                 | 0                 | 0                 | 6        | 3      | 0           | 0          |
| L. Guðmundsson | 27         | 6          | 1           | 0          | 3                 | 1                 | 0                 | 0                 | 30       | 7      | 1           | 0          |
| M. Herget      | 31         | 5          | 7           | 0          | 5                 | 2                 | 1                 | 0                 | 36       | 7      | 8           | 0          |
| D. Ingendae    | 3          | 0          | 0           | 0          | 0                 | 0                 | 0                 | 0                 | 3        | 0      | 0           | 0          |
| D. Klinger     | 27         | 3          | 4           | 0          | 3                 | 0                 | 2                 | 0                 | 30       | 3      | 6           | 0          |
| P. Loontiens   | 19         | 1          | 1           | 0          | 3                 | 0                 | 1                 | 0                 | 22       | 1      | 2           | 0          |
| T. Puszamszies | 11         | 0          | 0           | 0          | 1                 | 0                 | 0                 | 0                 | 12       | 0      | 0           | 0          |
| F. Raschid     | 29         | 3          | 2           | 0          | 5                 | 0                 | 1                 | 0                 | 34       | 3      | 3           | 0          |
| B. Rodosek     | 0          | 0          | 0           | 0          | 0                 | 0                 | 0                 | 0                 | 0        | 0      | 0           | 0          |
| A. Schmidt     | 2          | 0          | 0           | 0          | 2                 | 0                 | 0                 | 0                 | 4        | 0      | 0           | 0          |
| W. Schäfer     | 30         | 12         | 4           | 0          | 5                 | 3                 | 1                 | 0                 | 35       | 15     | 5           | 0          |
| W. Thomas      | 19         | 0          | 3           | 0          | 6                 | 0                 | 1                 | 0                 | 25       | 0      | 4           | 0          |
| W. Vollack     | 32         | 0          | 0           | 0          | 6                 | 0                 | 0                 | 0                 | 38       | 0      | 0           | 0          |
| K. Wöhrlin     | 33         | 1          | 3           | 0          | 6                 | 0                 | 0                 | 0                 | 39       | 1      | 3           | 0          |
| L. de Loo      | 32         | 3          | 8           | 0          | 5                 | 1                 | 2                 | 0                 | 37       | 4      | 10          | 0          |